# ربات مختصات دکارتی

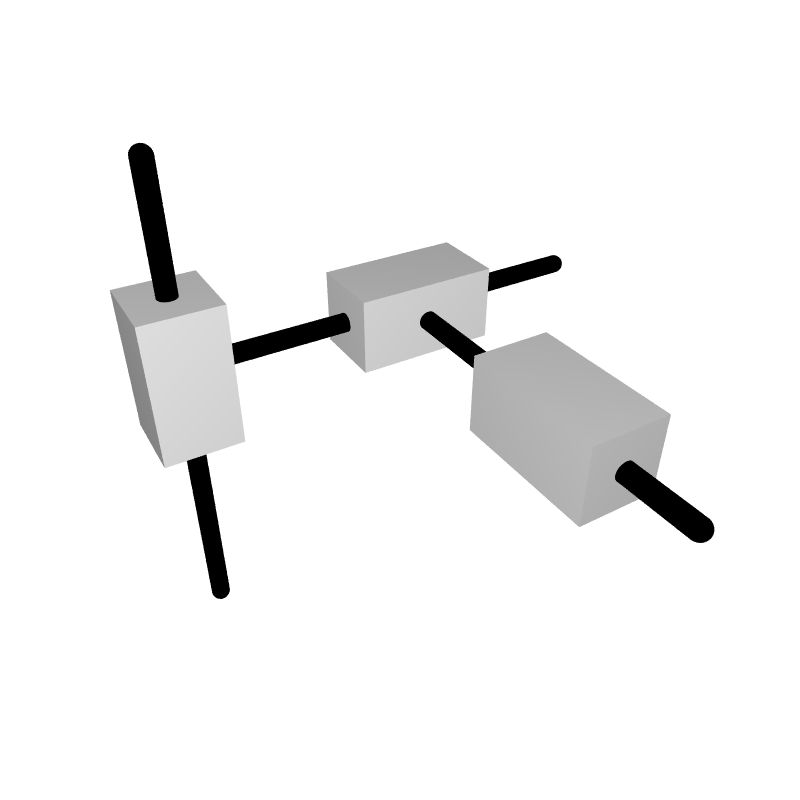
نمودار حرکتی ربات مختصات دکارتی

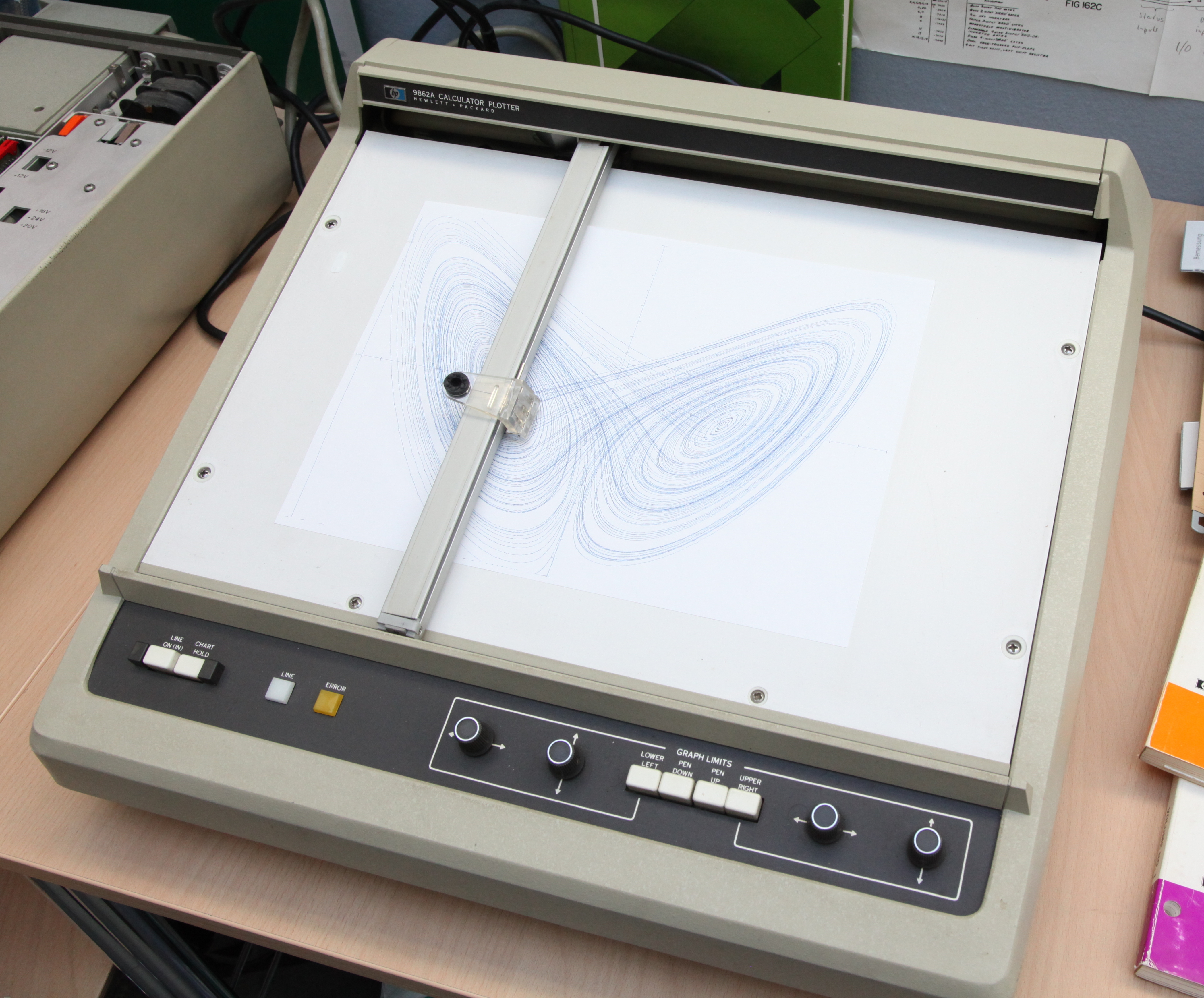
پلاتر یک نوع از ربات مختصات دکارتی

یک ربات مختصات دکارتی (نام دیگر ربات خطی) یک ربات صنعتی است که محورهای اصلی حرکتش خطی اند (یعنی حرکت آنها به جای چرخش در یک خط مستقیم است) و محورها با هم زاویه قائمه دارند. سه مفصل متحرک متناظر با حرکت بالا-پایین، داخل-بیرون و جلو-عقب است. از جمله مزایا این نوع حرکت سهولت کنترل حرکت بازوی رباتیک است.
یک کاربرد معروف برای این نوع از ربات‌ها دستگاه‌های کنترل عددی کامپیوتری یا CNCها و چاپگر سه‌بعدی است.